# Добручи (станция)
Добручи — закрытая железнодорожная станция. Находится в посёлке при станции Добручи в Гдовском районе Псковской области России. Код остановочного пункта ЕСР:	072935, Экспресс-3:	2004184.
Открыта в	1916 г., закрыта:	2012 г.
Количество путей — 1, было 2, один путь демонтирован.
В разные годы имела статус станция, платформа, остановочный пункт.
станция
В расписании 1922—1923 годов на 126 версте. На схеме Ленинградской дороги по состоянию на 1 января 1941 года — на 134 километре от Пскова, на 22 километре от станции Сланцы. На картах 1944—1948 годов — в 134 км от станции Псков-Пассажирский. В Атласе Главного управления геодезии и картографии при Совете Министров СССР 1971 года станция указана в числе линейных, в Атласе 1987 года — в числе прочих станций.
платформа
На карте Ленинградской железной дороги 1943 года — платформа Добручи на 134 километре дороги Псков — Веймарн.
платформа
На карте Октябрьской дороги 1962 года указан о.п. Добручи.